# Cristoforo Negri

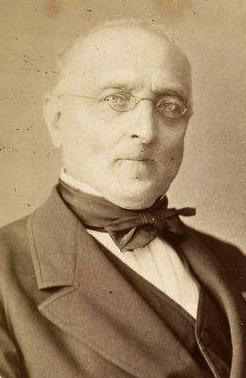
Cristoforo Negri

Cristoforo Negri (* 13. Juni 1809 in Mailand; † 1896) war ein italienischer Politiker, Diplomat und Geograph. 
Negri studierte an den Universitäten Pavia, Graz, Wien und Prag. 1843 wurde er als „Prof. der politischen Wissenschaften“ an die Universität Padua berufen. Während der Unabhängigkeitskriege stellte er sich 1848 als einer der ersten unter den Professoren auf die italienische Seite. Als Rektor der Universität bewaffnete Negri die Studenten, musste aber nach dem Fall von Vicenza am 10. Juni 1848 die Stadt räumen. Er wandte sich nach Turin, wo er bald darauf Rektor der Universität wurde und unter Vincenzo Gioberti in das Ministerium trat. 
Nach der Schlacht bei Novara wurde er Direktor des Konsulatswesens im Auswärtigen Amt und behielt diese Stellung, in der er auf seinen Missionen fast alle Länder Europas kennenlernte, auch unter Massimo d’Azeglio, Urbano Rattazzi und Camillo Benso von Cavour. Nach Übersiedelung der Regierung nach Florenz gründete er dort 1867 dort die Italienische Geographische Gesellschaft (heutiger Sitz Rom) und leitete sie bis 1872. Seine letzte amtliche Tätigkeit war die Verwaltung des Generalkonsulats in Hamburg 1873–74. Seitdem lebte er zurückgezogen in Turin. 

## Schriften

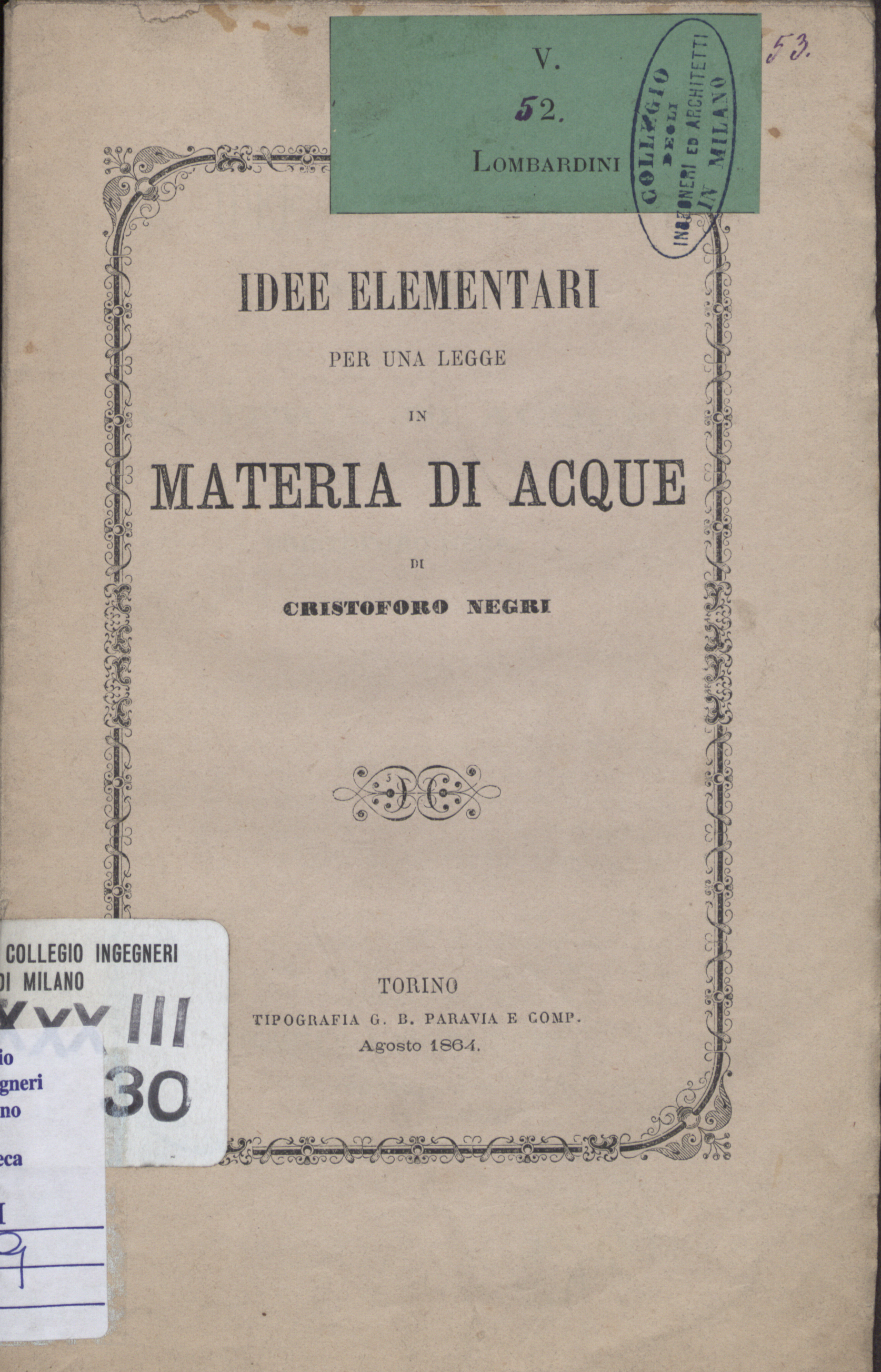
Idee elementari per una legge in materia di acque (1864)

- La grandezza italiana. Studi, confronti e desiderii. Tipografia Paravia, Turin 1864.
- Idee elementari per una legge in materia di acque, 1864
- La storia politica dell'antichita. Venedig 1867 (3 Bde., dt. Übers. von Karl von Reinhardstöttner Hamburg 1882)
- Memorie storico-politiche dei Greci e dei Romani. Turin 1842.
- Due Mesi si escursione alle coste Belgiche, Olandesi e Germaniche. Ricordi e riflessioni. Gazetta, Florenz 1871.
- I Passati viaggi antartici e l'ideata spedizione italiana. Riflessi. Ist. de' Sordo-Muti, Genua 1880.
- Le memorie di Giorgio Pallavicino. Turin 1882.